# Tetragnatha coelestis
Tetragnatha coelestis là một loài nhện trong họ Tetragnathidae.
Loài này thuộc chi Tetragnatha. Tetragnatha coelestis được miêu tả năm 1901 bởi Pocock.